# Metrioidea rugipennis
Metrioidea rugipennis es una especie de insecto coleóptero de la familia Chrysomelidae.
Fue descrita científicamente en 1942 por Blake.